# Leopold Van den Neste
Leopold Van den Neste (* 27. Mai 1942 in Laarne; † 16. November 2006 in Gent) war ein belgischer Radrennfahrer.

## Sportliche Laufbahn
Van den Neste war im Straßenradsport aktiv. 1964 startete er mit der Nationalmannschaft in der Internationalen Friedensfahrt. Er beendete das Etappenrennen nicht.
Von 1964 bis 1975 war er Unabhängiger und Berufsfahrer. Er gewann 1965 Schelde–Dender–Leie, 1966 den Omloop van het Houtland Torhout und den Omloop van het Zuidwesten, 1968 den Omloop van Oost-Vlaanderen, 1974 den Grote Prijs Stad Vilvoorde. In der Portugal-Rundfahrt 1966 holte er sechs Etappensiege. In der Tour de l’Oise 1968 war er zweimal erfolgreich und belegte den zweiten Rang in der Gesamtwertung. Weitere zweite Plätze holte er 1966 im GP Beeckman, 1968 in der Tour du Nord und im Dokter Tistaertprijs, 1969 im Grote Prijs Stad Vilvoorde, 1970 und 1973 im GP Frans Melckenbeek, und 1971 bei Omloop Schelde-Durme. Dritter wurde er 1967 im Ruddervoorde Koerse, 1968 in der Tour de l’Oise. Dazu kamen einige Siege in belgischen Kriterien.